# 深圳大学
深圳大学（英語：Shenzhen University），简称深大，成立於1983年，位於中国广东省深圳市，是一所教学科研并重型的综合性大学。学校以“特区大学、窗口大学、实验大学”为办学特色，拥有从学士、硕士到博士的完整人才培养体系以及多层次的科学研究和社会服务体系，是現時13所广东省高水平大学之一。现有粤海、丽湖两个校区。

## 历史

### 1983年－1989年

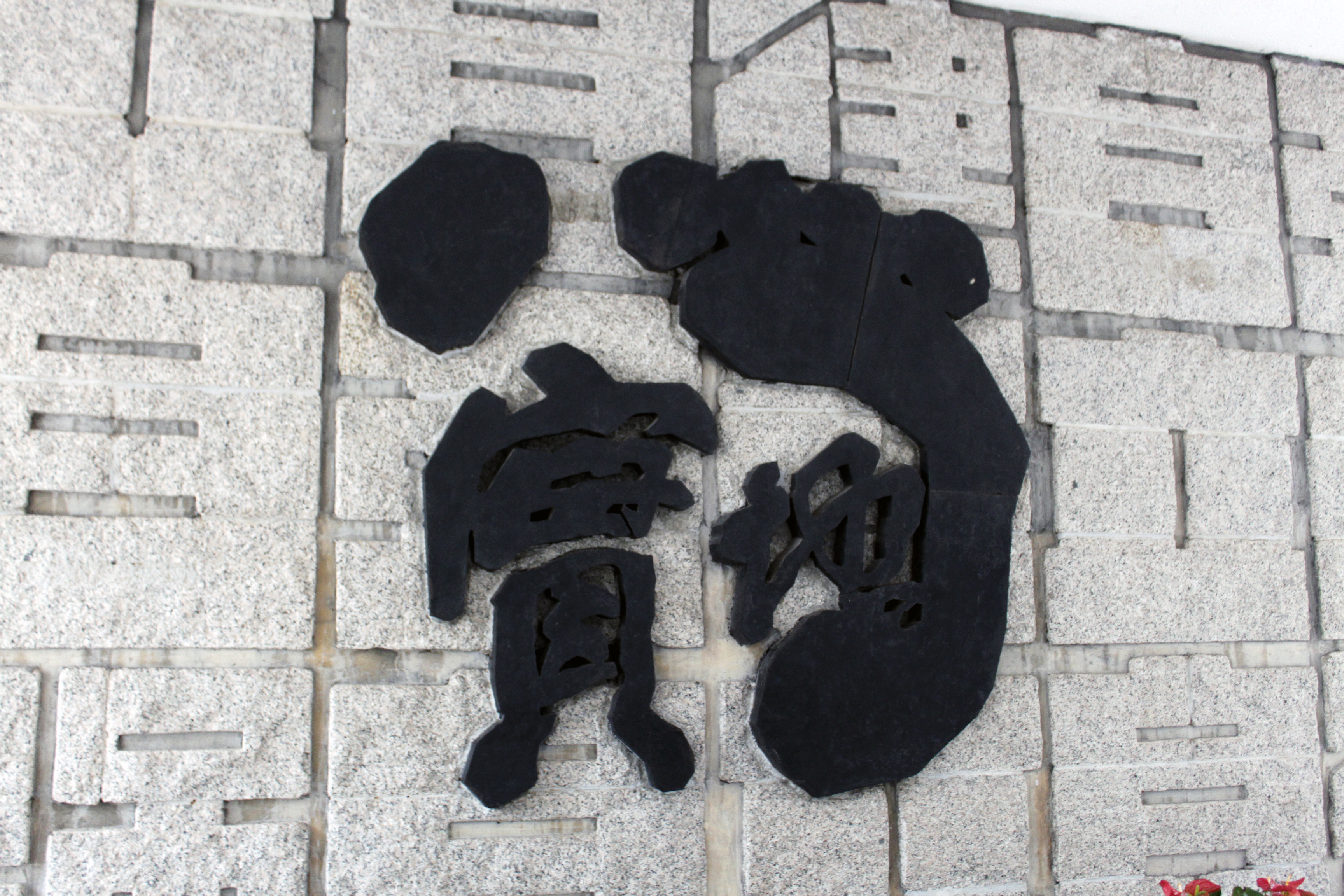
「腳踏實地」浮雕墙，背景是“三自”校訓

- 1983年，改革开放剛開始，深圳大學於深圳經濟特區成立不久後被提議創辦，同年5月，由國務院正式批准，9月正式宣告成立，並於9月27日開學授課，录取了216名学生。創校初期，由北京大學援建中文、外语类学科，清華大學援建电子、建筑类学科，中國人民大學援建经济、法律类学科[2]。目标是“打造东南亚学术明珠”。建校第二年，广东的省市高考状元三分之一来到了深圳大学。
- 首任校長為兩院院士張維教授，他与人大副校长黄达、人大教授方生一同从各校争取教师[3][4]。清華大學建築系的羅徵啟擔任首任校委書記及常務副校長（後擔任第二任校長），并且主持早期的校務。得深圳改革之风气与锐气，当时的深大进行了一系列让人“瞠目结舌”的改革，創造了多項中國大陸高等教育史上的第一，比如畢業生不包分配制度、教職工聘任制度、學分制度、勤工儉學制度等。其中許多教改措施被寫進日後的《中國教育改革與發展綱要》，並在全國推廣[5]。八十年代在中国的高校中，也是在整个中国教育界中，唯一敢于打破中共数十年一以贯之的意识形态禁区，提出“党委治党、校长治校、教授治学”办校方针的就是深圳大学，就是罗征启。
- 深大将大部分岗位腾出来给学生做兼职。成立“学生智囊团”，校长、各系主任的秘书都是学生，“学生幕僚”直接参与学校高层决策的制定；深大金融系在1984年9月11日成立的“深大实验银行”，政府和各界的资金由学生管理，给老师们发工资；以法律系学生为主体，于1985年1月开设了全国第一个“学生法庭”，对违纪违规同学的处理进行“裁决”，后又在此基础上成立了学生自律委员会；另有学生管理的实验餐厅（名字保留至今），实验外贸公司等。[6][7][8]根據早期校友經濟學者薛兆豐回憶，深大圖書館藏書完全開放，學生可以自由借閱港台和外文書籍，圖書館全年從早上8點一直開放至午夜12點；學生可以自由選課，必修課程僅占所有課程的一半；宿舍是兩人一間，學生可以自己選擇舍友；無關燈和門禁制度；沒有政治輔導員或是政治課，亦從來沒有開過大會[9]。深大自由的風氣在當時的制度森嚴的中國高校中顯得十分的特殊，除了與其位於經濟特區有分不開的關係，據說亦跟羅徵啟校長本人厭惡內地太樂衷於形式化有關。
- 深圳设立特区才两三年，一年的财政收入不到1亿元，市委却决定拿出一半来建设深大。时任深圳市市长梁湘担任深大筹备小组组长，并且有句豪言：“卖掉裤子也要把大学建起来！”后来更是将给深大人员“批户口”的权力交给了罗征启。20年后深大校庆，郁龙余教授作诗一首记载这一典故：“深大建校二十春，鼓乐喧天贺校庆。何人何事最堪忆，市长当年卖裤情。”[10]
- 1986年12月14日八六學潮期間，深圳大學學生不滿校方推行的其中兩項條款，按前一學期的學習成績和學分分數而分級收費及重修的安排，加重他們的經濟負擔和學習壓力，近千名學生在校內遊行，在要求接見負責人不遂後繼而走到廣深公路遊行至晚上10時。[11]12月15日，深圳大學校方發出公告表示相關條款暫緩執行，但學生認為校方只是為了拖延，沒有誠意。在晚上8時，千多名學生再在校內遊行，繼而分兩路走到廣深公路，一路往深圳方向，一路往南頭方向，學生在路上攔截汽車。深圳市公安局派出警察維持治安，並封鎖廣深公路香蜜湖至南頭段。學生至凌晨1時半才散去。[11][12]12月17日，深圳市政府與深圳大學校方負責人開會，鑑於學生的激烈反對，決定停止執行相關條款，並立即在校園貼出公告。學生認為校方已有滿意答覆，決定停止遊行。[12]
- 1989年八九学运中，深圳大学成为5月中全国高校中唯一一所声援北京学潮期间的全部活动均得到校方公开支持和后勤支援的大学，羅徵啟校長同情学生、主张对话、反对暴力、坚持正义的鲜明立场是决定性的。羅徵啟于同年被迫離職[13]。来自三校的老师被要求撤回，留下的一批老师成了深大当时的主心骨。

### 1990年－2011年
90年代，时任深大校长魏佑海、党委书记吴泽伟提出要调整办学思想，从应用型向教学科研方向转型。到蔡德麟校长上任，继续调整办学思路，办研究生教育。
1994年，深圳师范专科学校并入，成为深圳大学师范学院；通过了教育部首批本科教学合格评估。

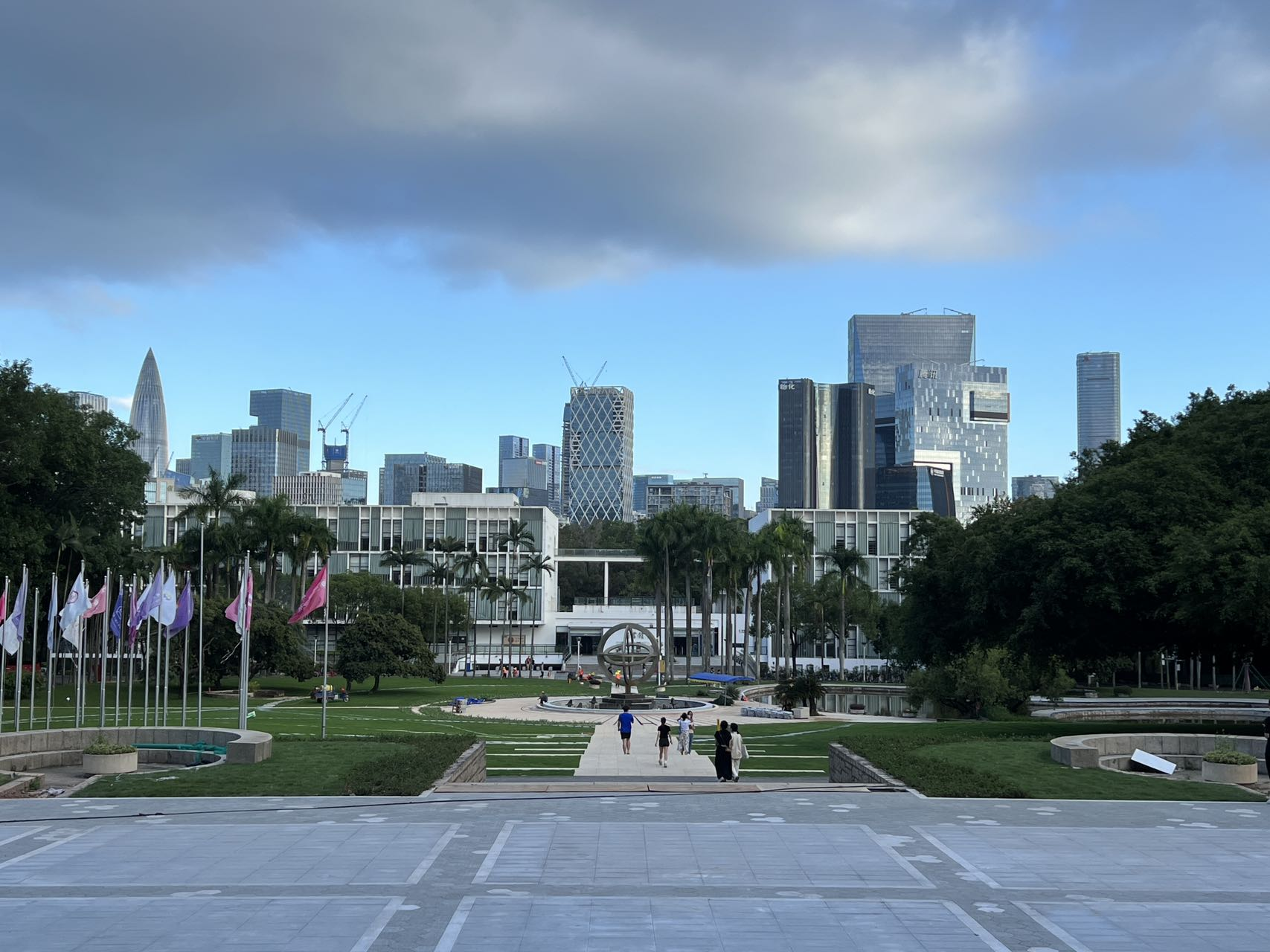
中心广场

1996年，经国务院学位委员会批准，成为硕士学位授予单位；体育课改革，率先推行俱乐部制度；创办深圳大学师范学院附属中学；为满足市内生源的就学，在广东省教育厅的要求下，降格为二本院校。此后直到2012年前，深大都是三条分数线招生（省外一本招生，省内市外二本招生，市内二本招生且分数线最低）。
1998年，将招收本地生的数量从招生总数的70%降到40%，谢维信校长称这是深大试图向高端发展的代表性事件。
2005年，章必功校长上任，因其幽默风趣的性格，温和的治校理念，以及多次为学生发声，广受师生欢迎。
2006年，经国务院学位委员会批准升格博士学位授予单位，创造了中国高校获得博士点的最快纪录；9月，进行学科和院系调整，将原有专业组建为21个学院；12月，围绕“民主管理、教授治学”，成立人事工作和计财工作教授委员会。
2008年，开始每年承办深圳文博会的分会场。
2009年底，向深圳市以及廣東省教育廳提交了改革方案並獲得通過，推动人事制度改革，成立教授委员会。從2010年9月起，深圳大學（除師範學院外）的教授不再擁有幹部身份，推行職員制、聘任制，逐步去除官本位，并探索教师退出机制，從而打破「鐵飯碗」，标志着酝酿多年的深圳大学人事制度改革正式实施。
2011年，8月，成为2011年世界大学生夏季运动会的分会场。

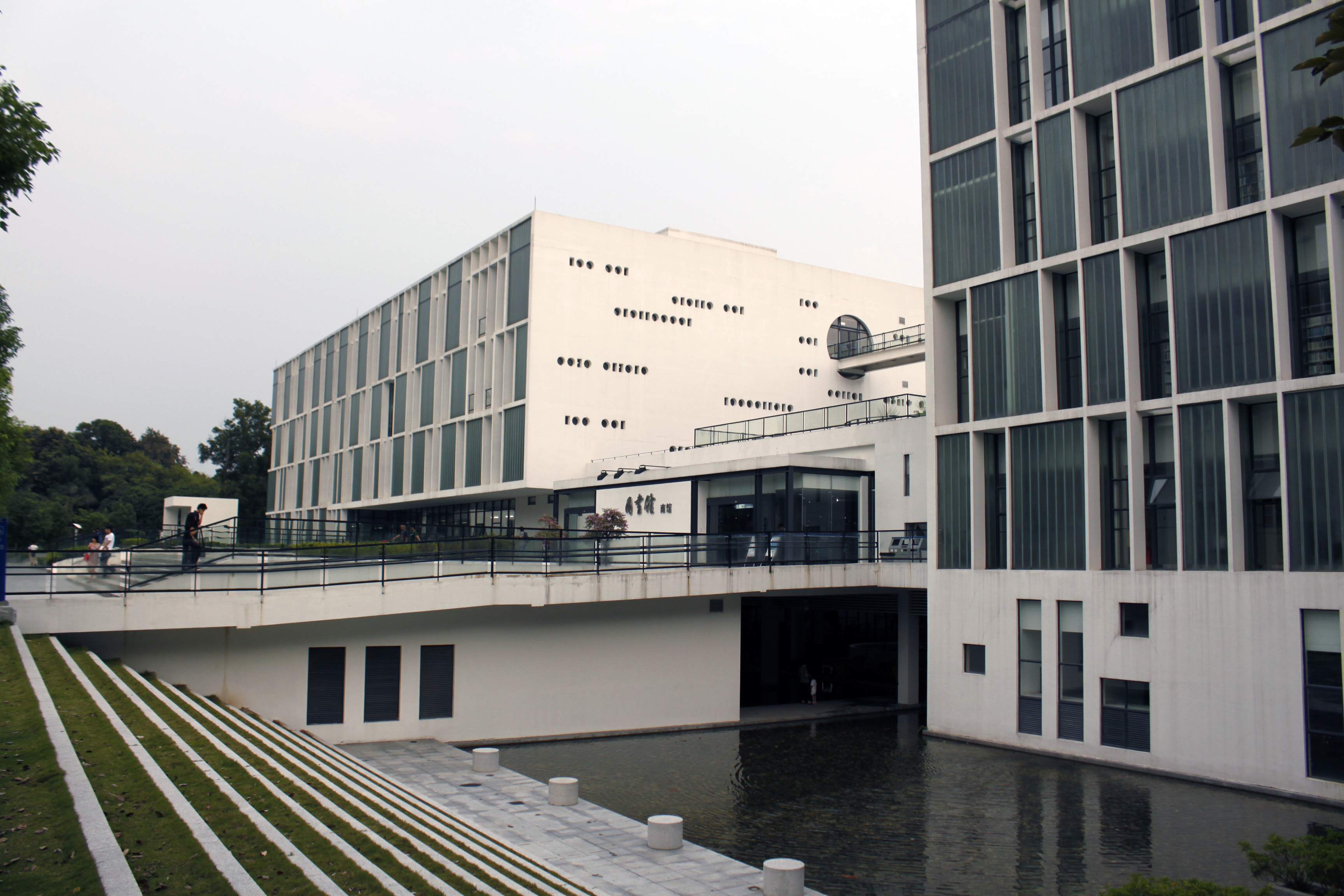
圖書館南館

### 2012年－今
2012年，原武汉大学常务副校长李清泉教授就任深圳大学校长；10月，停止专升本招生。
2013年，7个专业首次在广东省按第一批次招生；4月，成立医学部；5月，面向本科阶段的“创新研究短课”全面铺开；7月，校园内全面禁摩，开行荔园小巴，“电摩天堂”成为历史；12月，首届“校长教学奖”颁发。
2014年，5月，发起成立全国地方高校UOOC（优课）联盟；10月，完成起草《深圳大学条例》；11月，深圳大学研究生院正式成立。
2015年，获深圳市委市政府专项资金支持，启动高水平大学建设；6月，三个学科群入选广东省高水平大学重点学科建设项目；实施学分制收费改革；11月，《深圳大学章程》公布实施，成为学校依法治校的根本制度。
2016年，将创新创业教育全面纳入学生培养计划，设立创业学院、创业基金，引入社会资源进驻创业园；教师招聘实行预聘-长聘制度；主体进入广东省本科第一批次招生。以部分专业组建应用技术学院，即筹建中的深圳技术大学；9月，与广东女乒队共建“深圳大学乒乓球俱乐部”职业球队，参加乒超联赛。
2017年，9月，出台《深圳大学文化创新发展纲要》，探索高等教育内涵式发展，陆续实施了荔园卓越之星、深大爱乐乐团、本科学术论坛、志愿者之校等举措；停止高职联培本科招生。
2018年，4月，启动对口帮扶喀什大学；6月，所有专业于广东省本科招生不再区分市内外，师范类专业首次划入广东省提前批录取批次招生，部分专业移交给深圳技术大学；深圳大学总医院开业；11月，整体进入广东省高水平大学重点建设高校行列，6门学科进入重点建设学科行列；启动对口帮扶韩山师范学院；12月，深圳大学附属教育集团成立。
2019年，1月，实施学院和学科优化调整，开启学部治理架构；3月，在12个专业试点推行本科荣誉学位制度；4月，研究生院实施学业“提醒-预警-淘汰”制度；7月，开始对口帮扶筹建汕尾理工学院；8月，人工智能与数字经济广东省实验室（深圳）建设启动，依托深圳大学建设；11月，开设首批微专业。
2020年，6月，发布《深圳大学跨界联合培养硕士研究生方案》，首批推出10个学科交叉融合联合培养学术型硕士研究生项目，6个产教跨界融合联合培养专业型硕士研究生项目；9月，实施人才基金冠名教授制度。
2021年，5月，与广东省教育厅、汕尾市政府和华南师范大学签署协议，将建设中的汕尾理工学院改为华南师范大学汕尾校区，由四方共同建设；6月，在9个本科专业建设卓越班，实行本研一体化培养模式；9月，启动校友终身学习支持计划。
2022年，2月，中国科学院院士、原上海交通大学副校长毛军发教授就任深圳大学校长；4月，教育部获批设立深圳大学深圳南特金融科技学院；7月，启动对口帮扶东莞城市学院；12月，深大牵头组建申报的“射频异质异构集成全国重点实验室”已获批立项建设，也是深圳本土高校首个全国重点实验室。
2023年，4月，在日本开设首所海外分校——深圳大学东京学院；6月，与沙特阿拉伯苏尔坦亲王大学共建的孔子学院在利雅得成立；11月，李清泉教授当选中国工程院院士，是深圳大学首位本校产生的院士。
2024年，5月，与香港明礼德学院合办的深圳大学香港学院成立；7月，开展院士领航科创训练营。

## 办学现状

### 學科建設
学科涵盖哲学、文学、经济学、法学、教育学、理学、工学、管理学、医学、历史学、艺术学、农学。设有28个教学学院，104个本科专业和3个中外合作办学专业，学术学位博士授权一级学科22个，专业学位博士授权类别4个，博士后科研流动站14个，博士后工作站1个，硕士学位授权一级学科40个，专业硕士学位授权类别32个。
- 国家级特色专业5个，国家级一流本科专业建设点34个，省级一流学科17个
- ESI世界排名前1‰学科：工程学、材料科学、计算机科学、化学，ESI世界排名前1%学科：工程学、临床医学、材料科学、生物学与生物化学、计算机科学、化学、物理学、社会科学总论、环境科学与生态学、药理学与毒理学、农业科学、植物学与动物学、神经科学与行为学、精神病学与心理学、分子生物学和遗传学、地球科学、免疫学、数学、微生物学、经济学与商学

### 师资与学术
师资：截至2025年1月，有教职工4332人，其中专任教师2772人（教授608人、副教授980人、讲师1151人）、技术人员622人、管理人员938人。有博士后1207人，专职研究人员633人。有国家级高层次人才229位，广东省高层次人才116位，深圳市高层次人才2293位。

### 排名声誉

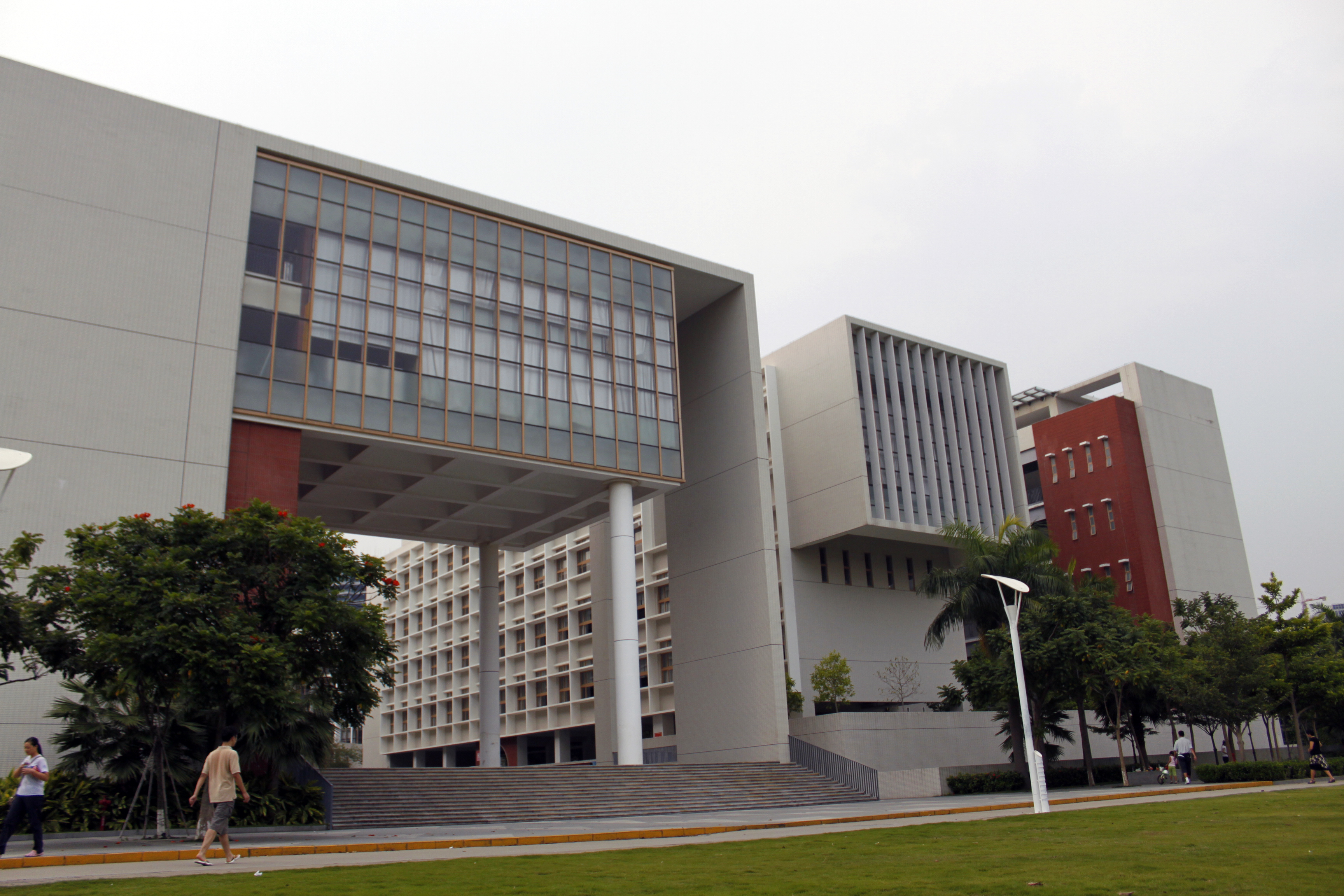
文科樓

| 大学排行榜                                        | 发布年份 | 排行榜总排名 | 中国排名 | 其他 |
| ------------------------------------------------- | -------- | ------------ | -------- | ---- |
| QS世界大学排名 2026                               | 2025     | 452          | 27       |      |
| 泰晤士高等教育世界大学排名 2025                   | 2024     | 351－400     | 29       |      |
| US News世界大学排名 2025-2026                     | 2025     | 156          | 20       |      |
| CWUR世界大学排名 2025                             | 2025     | 255          | 32       |      |
| 上海软科世界大学学术排名 2024                     | 2024     | 151－200     | 23-33    |      |
| 上海软科中国大学排名 2025                         | 2025     | 68           | 68       |      |
| 自然指数高校排名 （2022年1月1日－2022年12月31日） | 2023     | 95           | 35       |      |
| 中国高校人文社科发展报告2025                      | 2025     |              | 43       |      |

### 学生竞赛
- 中国高等教育学会高校竞赛评估与管理体系研究专家工作组2024年3月发布：全国普通高校大学生竞赛八轮总榜单（本科），深圳大学获奖共计1661项，排名全国78，其中，2023年获奖共计508项，排名全国52[46]。
- iGEM 国际遗传工程机器设计竞赛：SZU-China自2013年组队，分别于2014年获金牌、Best Information Processing Project[47]；2015年获金牌[48]；2017年获金牌、Best Manufacturing Project[49]；2019年获金牌、Best Manufacturing Project；2020年获金牌；2021年进入iGEM TOP 10，获金牌。
- MCM/ICM 美国大学生数学建模竞赛：2018年获得特等奖1项、一等奖2项、二等奖10项[50]；2020年获特等奖（Outstanding Winner）1项、特等奖提名奖（Finalist）6项、一等奖（Meritorious）15项、二等奖（Honorable Mentions）43项；2021年获特等奖1项，美国数学学会特别奖1项，特等奖提名1项，优异奖（Meritorious Winner）3项，荣誉奖（Honorable Mention）8项。
- 杰赛普国际法模拟法庭辩论赛：2010年3月获得诉状全球第九名的佳绩，被授予由国际著名法学教授EVANS先生命名的ALONA E.EVANS 最佳诉状奖[51]。

## 组织架构

### 机构设置
根据《深圳大学章程》，深圳大学设置校务委员会、咨询委员会、学术委员会、人事工作教授委员会、计财工作教授委员会、教学指导委员会、学位评定委员会、职称评聘委员会等决策、咨询机构，并依法设置理事会、董事会，理事会、董事会成员由政府、行业、企事业单位以及社会组织代表组成。
深圳大学设立党政、教学、科研、学生、人事、外事、计财、后勤、安保、资产等职能部门，根据职责分工履行管理和服务职责。
此外，深圳大学还设置图书馆、档案馆、校史馆、博物馆、体育场馆、信息中心等教辅单位，并管理校办企业（深圳大学资产经营有限公司）、附属学校、附属医院等附属机构。

### 管理团队
| 现任领导                       | 现任领导   |
| ------------------------------ | ---------- |
| 党委书记                       | 李清泉院士 |
| 校长、党委副书记               | 毛军发院士 |
| 党委副书记、纪委书记、监察专员 | 王月兴先生 |
| 党委副书记                     | 吴报水先生 |
| 副校长                         | 李永华教授 |
| 副校长、党委常委               | 汪永成教授 |
| 副校长、党委常委               | 周辉研究员 |
| 副校长                         | 巢乃鹏教授 |

### 历任领导

#### 历任校长
| 任次 | 校长   | 到任       | 卸任       | 备注 |
| ---- | ------ | ---------- | ---------- | --- |
| 1    | 张维   | 1983年9月  | 1986年5月  | 今于深圳大学科技楼一楼有一座纪念雕像。 |
| 2    | 罗征启 | 1986年5月  | 1989年7月  | 深圳大学草创者之一，曾主持建设深大校园，推动了早期一系列校务改革。 |
| 3    | 魏佑海 | 1989年7月  | 1992年10月 | 祖父魏瀚为中国近代造舰专家。在任校长时期，与吴泽伟书记共同提出要调整办学思想，从应用型向教学科研方向转型。 |
| 4    | 蔡德麟 | 1992年10月 | 1996年7月  | 开办深大的研究生教育，推动深大成为硕士学位授予单位。 |
| 5    | 谢维信 | 1996年7月  | 2005年4月  | 确立了以本科教育为主、大力发展研究生教育的办学方针，改革科研管理，推动深大成为博士学位授予单位。 |
| 6    | 章必功 | 2005年4月  | 2012年7月  | 深大创校时请北大给予人才，刚研究生毕业的章必功便来到深大。在任校长时期，开通校园网的校长信箱，因叫板就业歧视的某银行而著名，创办深大医学院，规划南校区、西丽校区、总医院，与江潭瑜书记共同推动深大人事制度改革。 |
| 7    | 李清泉 | 2012年7月  | 2022年2月  | 2012年初，时任深圳市委书记王荣到湖北考察期间，就悬而未决的深大校长人选向时任湖北省委书记李鸿忠求援，经过精挑细选，最终确定李清泉任深大校长。提出五年内深大若不能从深圳高等教育的“独子”成长为“长子”，则将成为“弃子”。在任校长期间，推进了高水平大学建设、交叉学科建设以及拔尖创新人才培养，设立了学生顾问团、校长午餐会、校长教学奖等，牵头成立地方高校UOOC联盟。于全国两会提出“湾区联合大学”“深圳高等教育特区”等提案。 |
| 8    | 毛军发 | 2022年2月  |            | 深大历史上第二位中国科学院院士校长。在任校长期间，提出深圳大学“三步走”发展战略及“1+3+X”专项工程，牵头组建深大首个全国重点实验室，牵头成立西丽湖国际科教城X9高校院所联盟，设立深大湾区论坛、深大青年科学家云论坛、IEEE班等。 |

#### 历任党委书记
| 任次 | 校长   | 到任       | 卸任       | 备注 |
| ---- | ------ | ---------- | ---------- | --- |
| 1    | 罗征启 | 1983年9月  | 1989年7月  | 1983年9月至1986年5月兼任第一副校长，1986年5月至1989年7月兼任校长。 |
| 2    | 吴泽伟 | 1989年7月  | 1994年1月  | 与魏佑海校长共同提出要调整办学思想，从应用型向教学科研方向转型。 |
| 3    | 蔡德麟 | 1994年1月  | 1996年8月  | 1994年1月至1996年7月兼任校长。 |
| 4    | 姜忠   | 1996年8月  | 2005年10月 | |
| 5    | 江潭瑜 | 2005年10月 | 2016年9月  | 与章必功校长共同推动深大人事制度改革，与李清泉校长共同推进深大的高水平大学建设。 |
| 6    | 刘洪一 | 2016年9月  | 2020年12月 | 提出深大要建设新时代人民满意的高水平特区大学，建成深圳经济特区的文化名片，推进实施《深圳大学文化创新发展纲要》，推动饶宗颐文化研究院、深大档案馆、校友广场等文化设施建设。是深大首批人文社科资深教授。 |
| 7    | 李清泉 | 2020年12月 |            | 2020年12月至2022年2月兼任校长。在任党委书记期间，提出深大要打造新时代中国特色社会主义标杆大学。任内当选中国工程院院士，是深大历史上首位本校产生的中国工程院院士，以及首位院士背景的党委书记。          |

## 学校环境

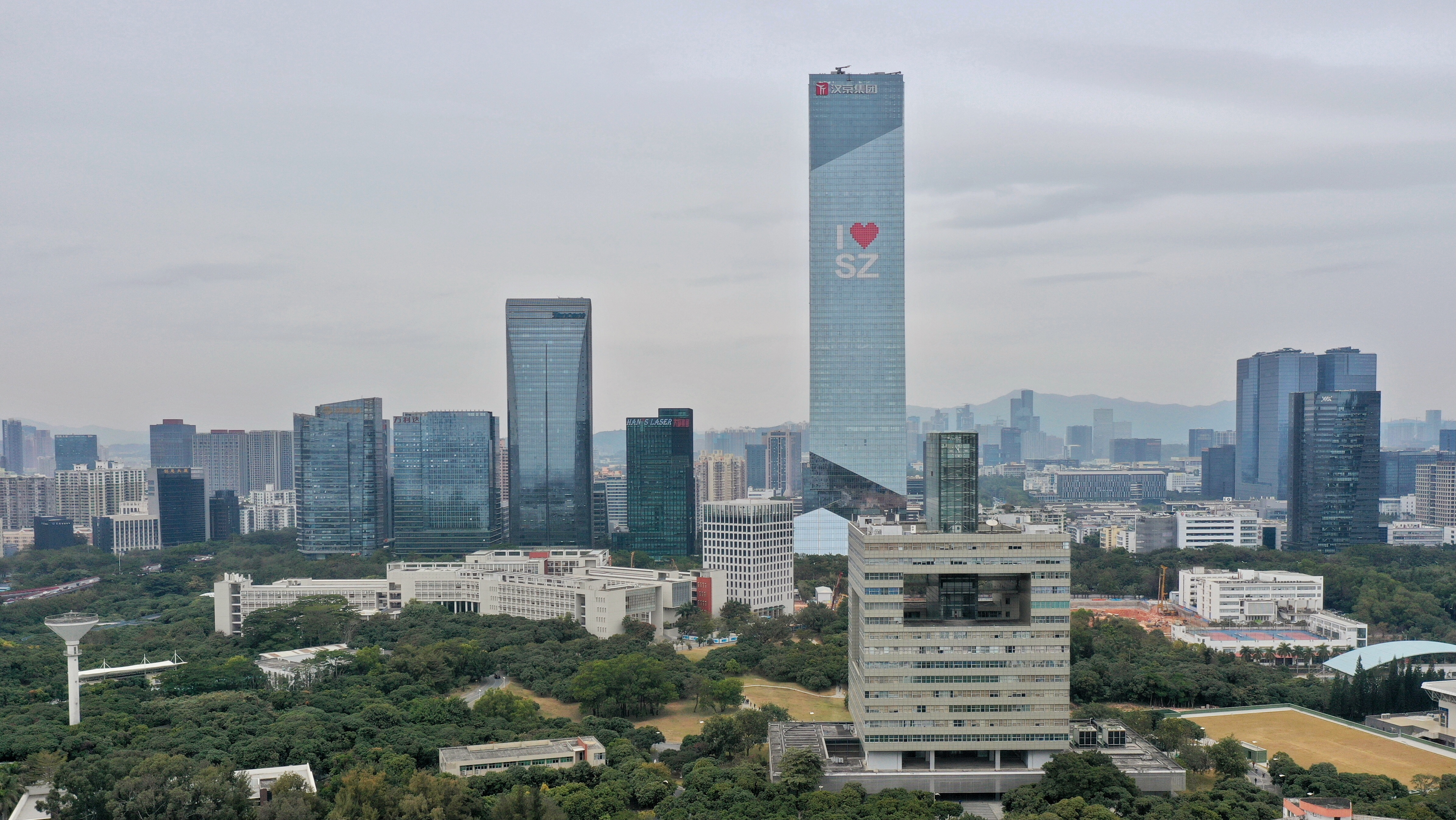
粤海校区向北天际线

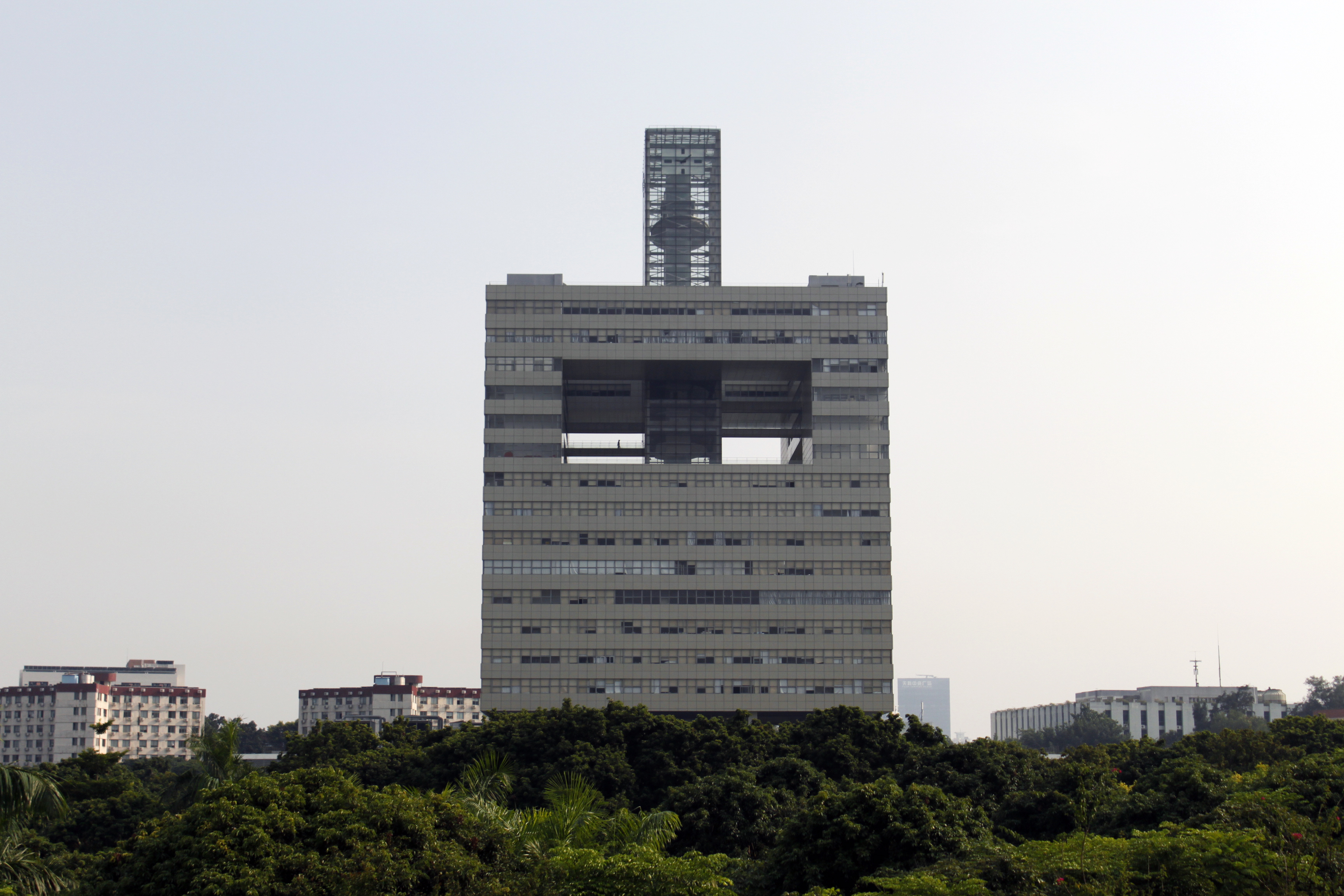
汇星楼（科技楼）

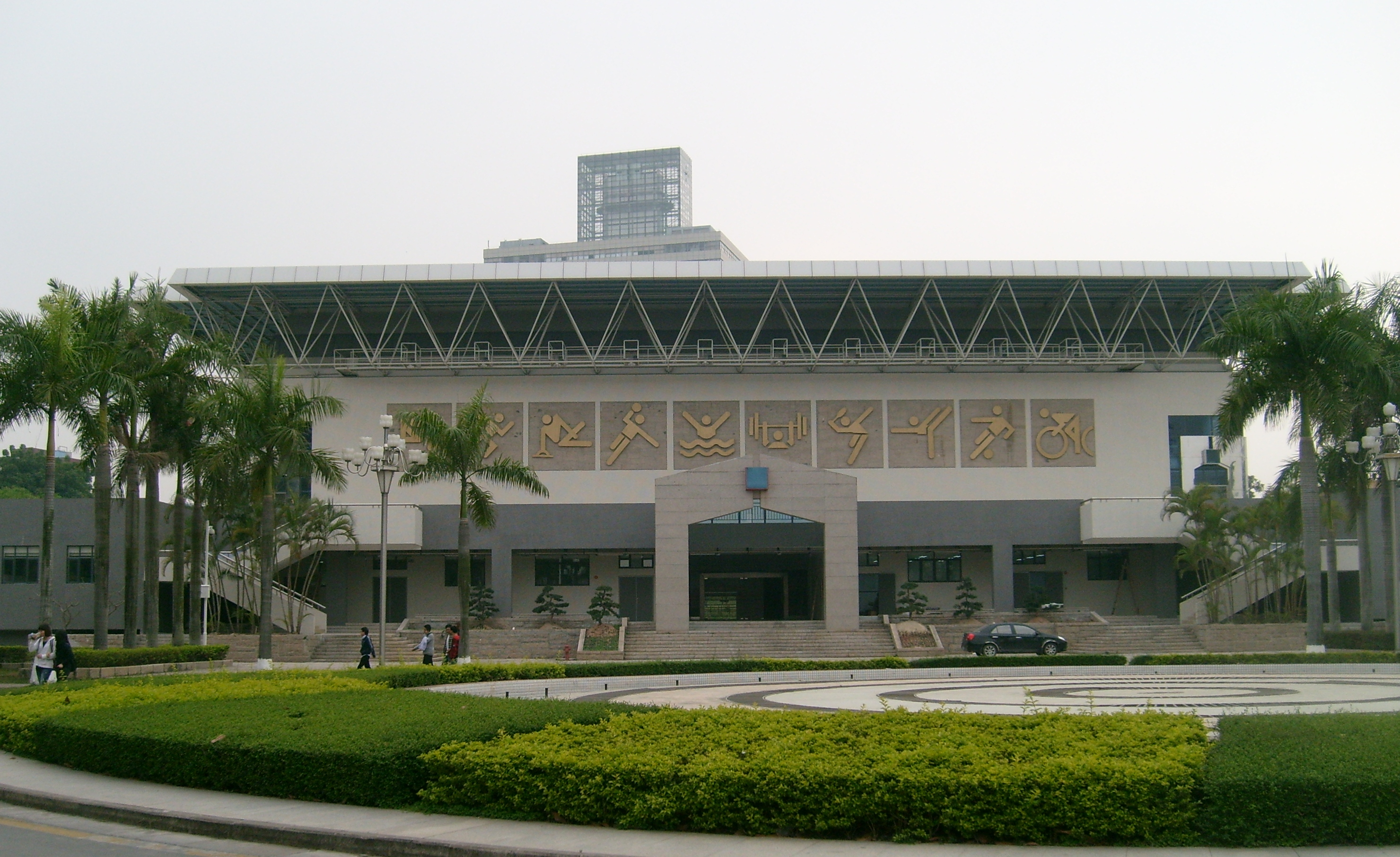
元平体育馆

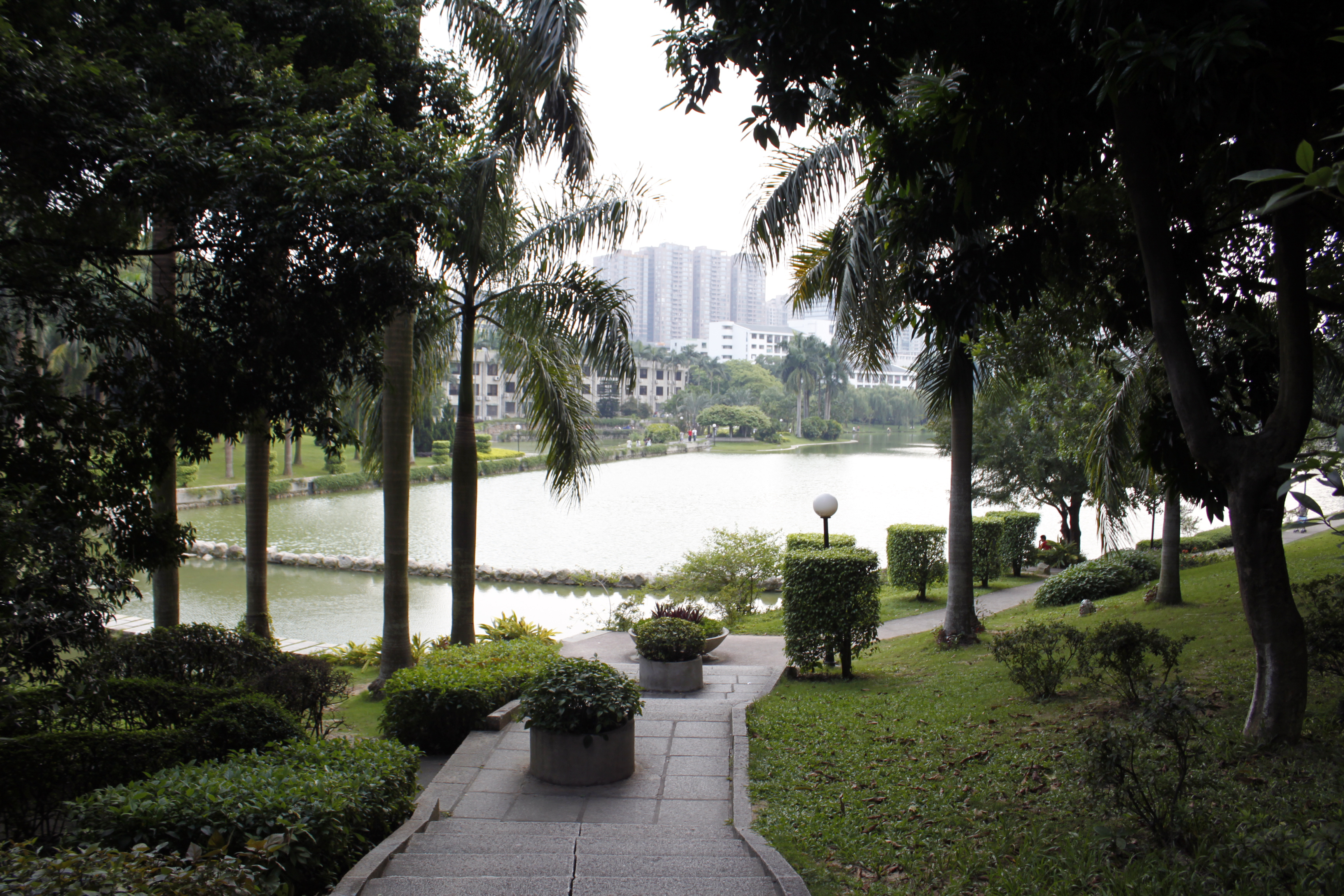
文山湖小道

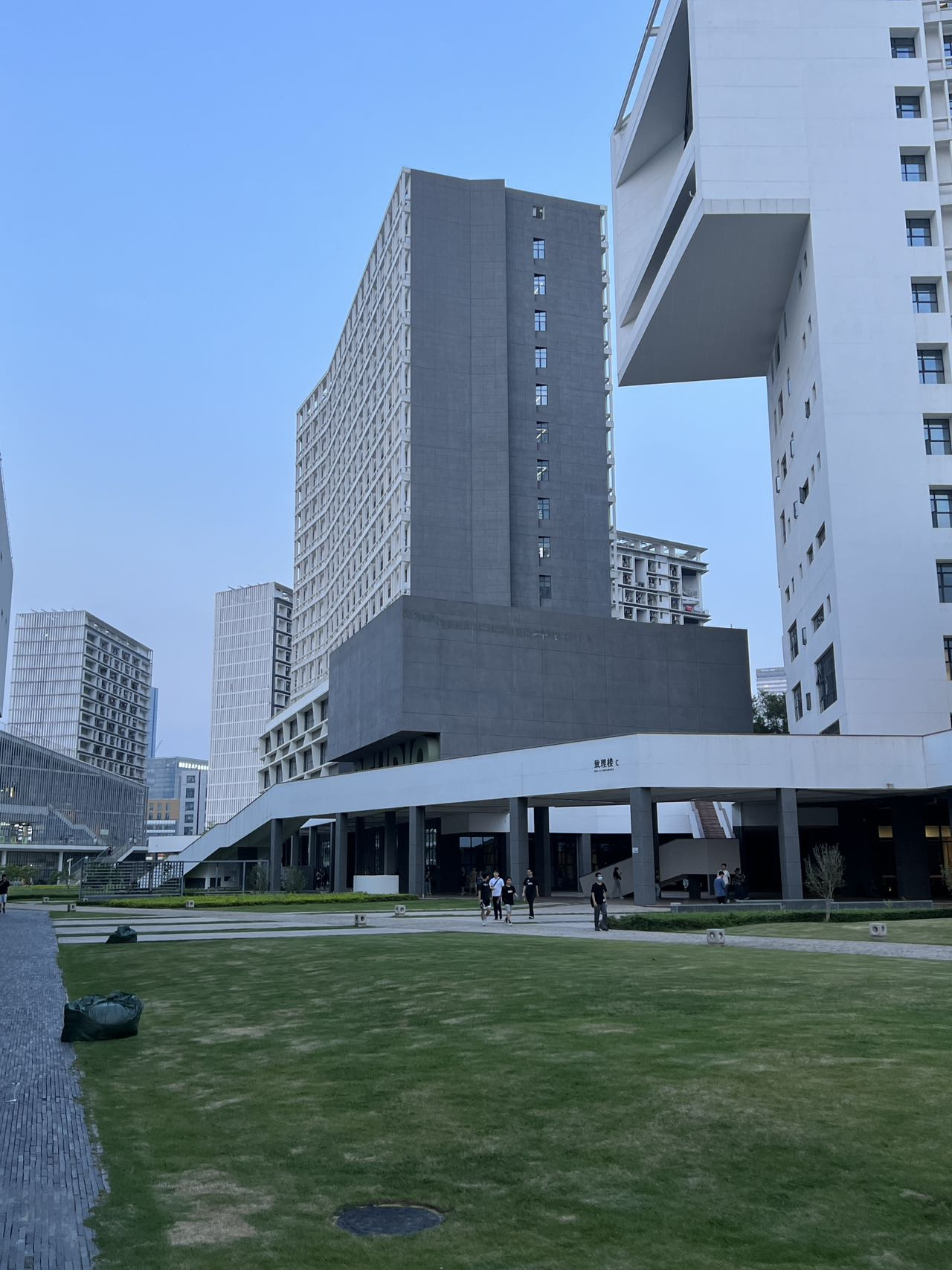
粤海校区南区

深大宣告成立之時校園尚未起建，由當時清華大學包括罗征启、李鈺年、謝照唐、王煒鈺、梁鴻文在內的師生協助規劃，並於1984年8月底初步完成並交付使用，9月遷入新建成的校園，即后海校区。校园内遍布有大片的荔枝林，因此深大又被称为“荔园”，吉祥物“励励”亦是以荔枝为原型；2011年，位于白石路南侧的后海校区南区启用；2017年2月，西丽校区启用。
2019年9月，启用《深圳大学校区及建筑道路等命名方案》，原后海校区更名为粤海校区，原后海校区南区定名为沧海校区，原西丽校区更名为丽湖校区。2021年8月，丽湖校区二期启用。受教育部要求规范校区名称影响，2022年，粤海校区与沧海校区再度合并为粤海校区。
2024年4月，深圳大学入选深圳市第一批地名保护名录。
2025年1月，连接粤海校区南北区的1号天桥（周南桥）人行通道正式开通。该天桥于2012年施工建设，2016年建成。

### 粤海校区

#### 代表建筑及景观
- 汇星楼（科技楼）：2003年落成，为目前荔园最高建筑物，也是地标。
- 汇典楼、汇智楼（图书馆北馆、南馆）：北馆于1984年建成，位于校园中心，体现了“图书馆是大学的心脏”的理念[79]。是中国最早使用中央空调的大学图书馆。主要藏有文科类书籍，顶层为特藏室，藏有港台书籍和古籍；南馆于2009年5月启用，主要藏有理科类和外文类书籍，原址是教学楼E座。
- 汇昀楼（学生活动中心）：简称“学活”。1996年落成，最初是89级建筑系学生祝晓峰的毕业设计。是集艺术、办公、服务、学术交流等多功能于一体的建筑。
- 石头坞广场：1987年落成，最初是一个溜冰场。现在是学生的活动举办场所，以及校级学生团体的办公地点。
- 演会中心：半敞式的会堂，通风和采光基本借助自然，四周绿树成荫。建校初期深大资金短缺，老校长罗征启决定用300万建一个演会中心，于是有了这个低碳环保的建筑。2014年，经三位校友捐资，演会中心得以重修并且配备超大LED屏幕。常用于举办文艺晚会、大型讲座等，也用于转播世界杯、阅兵仪式等。2024年，入选深圳市历史建筑（第三批）保护名录推荐名单。

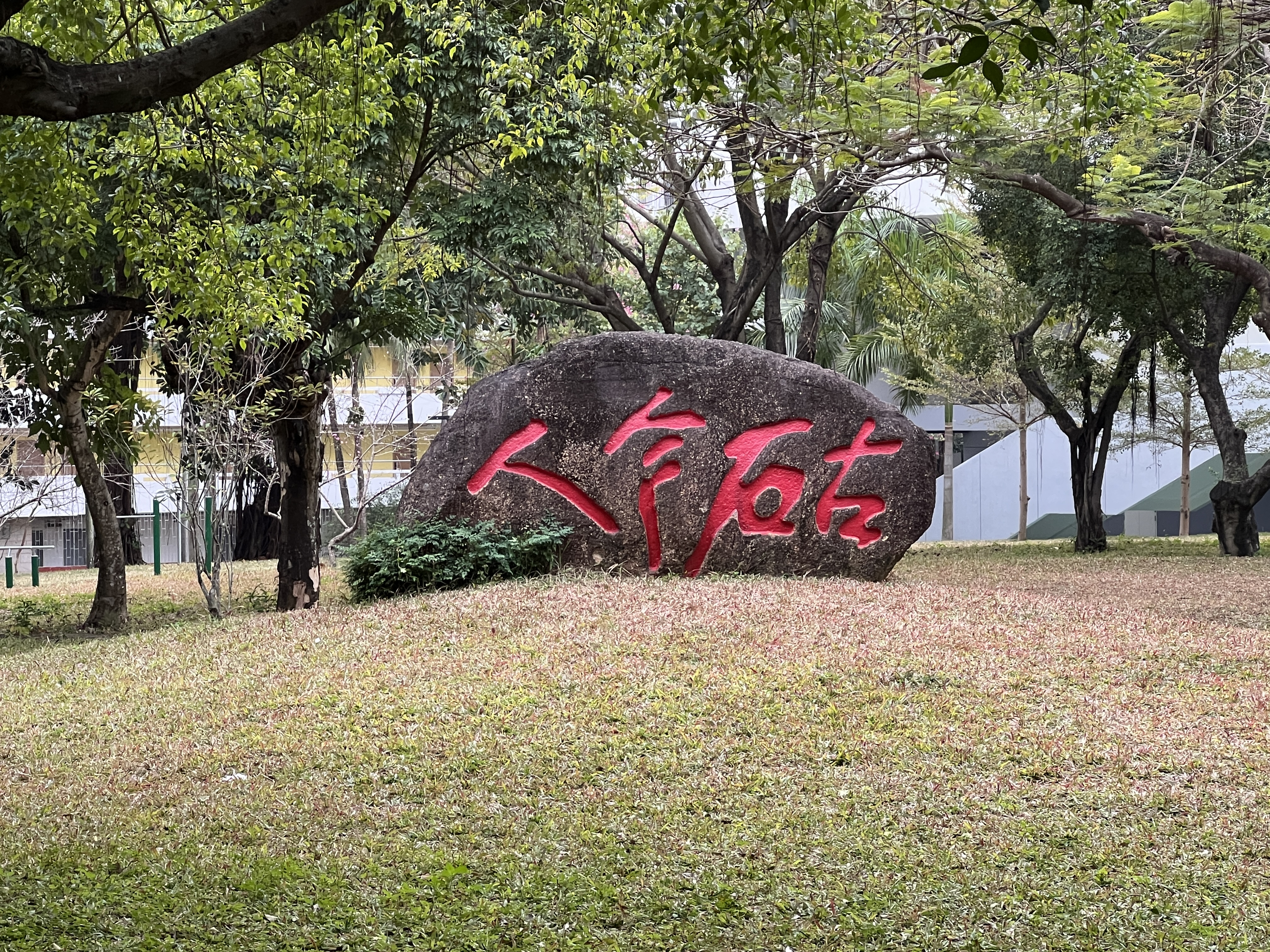
回文石，从左至右为「人气砖」，从右至左为「古石今人」

- 文山湖：建校之前叫细脚湖。为纪念「宋末三傑」之一的文天祥（號文山），改称文山湖。東北泊為「上文山湖」，是文山湖的主体；西南泊為「下文山湖」，是荷叶塘。
- 杜鵑山：建校時堆土並隨後動員師生植樹人工形成的山，而非网络上谣传的亂葬崗。曾经仅铺设了一些青石小径，人迹罕至。有學生在校長信箱中詢問章必功，章答曰：「人有正邪，地有好壞，未曾聽說地有正邪之分。[80]」2013年，学校对杜鵑山进行整顿开发，清理杂草乱木，修设栈道与路灯，供人们游览通行。
- 天人广场：位于校园中心，图书馆北馆与南馆之间。图书馆北馆是早期建筑的最高点，右边是教学楼，左边是办公楼，三者连为一体，合成一只展翅翱翔的大鹏的形状。北高南低，紫气东来。广场中心处是“天地人和”浑天仪，建校设计时这里原本是一个太极池，虚实各半。但由于担心别人会指责迷信，故而把太极含蓄的立体起来，暗藏玄机：“一道，一仪，二池，三墙，六凳”。
- 时光广场：由正门（西门）进入即是。栽种有“九棵松”，由九家杰出校友企业捐赠，是深大创业文化的标志。中心处有日晷，刻有“为学须刚与恒：无一事而不学，无一时而不学，无一处而不学”。继续向前的办公楼入口处是“脚踏实地”与“三自校训”石墙。
- 星空广场：位于元平体育馆门口的四根柱子，被学生戏称为“天线宝宝”，“魁地奇”。前身是四根体育场的灯柱，因大运会灯光设备提升而被撤换。被改造设计成为“仰望星空”雕塑。
- 档案馆：2016年落成，原址是教学楼旁的临时篮球场。外墙上雕刻有深大地图以及篆刻汉字“岁月如金”，因为形似二维码而被学生称为“二维码大楼”。具有储存档案、展览校史等功能。
- 校友广场：2020年落成，原址是翠柏斋和青松斋宿舍[81]，由深大吴家骅教授设计，深大历届校友通过互联网平台捐赠建设。校友广场集展厅、咖啡厅、会议室于一体，建筑风格简洁明快，采用内庭院式布局，保证采光通风良好，为深大师生校友提供交流活动的公共空间[82]。

#### 学院设置
粤海校区北区的学院以人文、社科学科为主，南区的学院则以理工、信息学科为主。
| 区位 | 学院分布 |
| ---- | --- |
| 北区 | 教育学部、艺术学部（音乐舞蹈学院、戏剧影视学院）、马克思主义学院、体育学院、人文学院、外国语学院、数学科学学院、建筑与城市规划学院、金融科技学院、国际交流学院             |
| 南区 | 艺术学部（美术与设计学院）、心理学院、传播学院、物理与光电工程学院、机电与控制工程学院、电子与信息工程学院、计算机与软件学院、土木与交通工程学院、人工智能学院、高等研究院 |

#### 生活设施

##### 宿舍区
粤海校区宿舍楼名称均为中文系的几位老教师以及老校长章必功拟定，是深大特色之一。2015年，校方将原有宿舍区规划为四大社区，启用“学院+社区”的新模式。2023年，校方重新将学生社区（含丽湖校区）分为五个社区，其中粤海校区设有时光社区、文山湖社区及沧海社区等三个社区。
| 社区               | 简介 | 宿舍列表 |
| ------------------ | --- | --- |
| 时光社区           | 亦称“斋区”，曾命名为荔苑社区，2023年定名为时光社区，寓意时光流转，初心不忘。 位于粤海校区中心地带，临近天人广场和时光广场，去图书馆、教学楼、文科楼均十分方便。是深大历史最悠久的宿舍区，楼名习自清华早期宿舍，取“斋”字结尾，多以楼前植物命名。亦因老楼的设施陈旧，被学生戏称为“灾区”。老楼的拆除重建，引发了学生及校友的怀旧。新楼于2019年启用，继承了老楼楼名。 | 红榴斋·山茶斋·海桐斋·米兰斋 桃李斋·银桦斋·风槐斋·雨鹃斋 聚翰斋·紫薇斋·红豆斋·蓬莱客舍 凌霄斋 |
| 文山湖社区         | 又称“西南”，曾命名为西苑社区，后期建设的五栋“乔”字宿舍楼曾单设为乔苑社区，2023年将西苑社区和乔苑社区整合为文山湖社区。 位于粤海校区的西南地段，靠近文山湖及学校小西门，包括以“云”字及鸟类命名的“云”字楼片区、以植物命名的“轩”区及“阁”区宿舍、以“乔”字及树木命名的“乔”字楼片区（亦称“乔家大院”）。 | 云鹏楼·云鹤楼·紫藤轩·云杉轩 芸香阁·丁香阁·文杏阁·海棠阁 疏影阁·杜衡阁·辛夷阁·韵竹阁 紫檀轩·苏铁轩·丹枫轩·木犀轩 四海楼(留学生)·石楠轩·乔木阁 乔林阁·乔森阁·乔相阁·乔梧阁 |
| 沧海社区           | 又称“南区”，曾命名为南苑社区，2023年定名为沧海社区，寓意沧海桑田。 位于粤海校区南区，早年深圳大学依海而建，伴海而生，白石路以南都是滩涂，没有任何建筑物。1999年滨海大道通车后，深圳大学利用滨海大道工程形成的20.39公顷填海土地展开粤海校区南区建设，为深圳大学争取了宝贵的办学空间。四栋宿舍分别以季節搭配樂器命名。 | 春笛·夏筝·秋瑟·冬筑 |
| 成为历史的老宿舍楼 | - 2004年拆除：碧筠斋、黄槐斋、杜鹃斋、红楹斋、合欢斋 - 2013年拆除：云雁楼、云鸥楼、云鸽楼、云雀楼、云鹰楼、云风楼、潮汐楼（外教宿舍） - 2014年拆除：青松斋、翠柏斋、朱槿斋 - 2016年拆除：红豆斋（第一代）、拒霜斋、紫薇斋（第一代；楼下常年生活着一只流浪狗，名为“尔康”） - 2017年拆除：木棉斋、蓬莱公寓（第一代）、聚翰斋（第一代） - 2018年：文山湖客舍改建，恢复名称粤海门客舍，作为学术交流中心 - 2019年：停租所有的校外公寓，在校生搬回校内住宿（学校曾租有桂庙新村的“桂庙”、“华城”，以及较远的“创华”宿舍区，以缓解校内宿舍不足）。 | - 2004年拆除：碧筠斋、黄槐斋、杜鹃斋、红楹斋、合欢斋 - 2013年拆除：云雁楼、云鸥楼、云鸽楼、云雀楼、云鹰楼、云风楼、潮汐楼（外教宿舍） - 2014年拆除：青松斋、翠柏斋、朱槿斋 - 2016年拆除：红豆斋（第一代）、拒霜斋、紫薇斋（第一代；楼下常年生活着一只流浪狗，名为“尔康”） - 2017年拆除：木棉斋、蓬莱公寓（第一代）、聚翰斋（第一代） - 2018年：文山湖客舍改建，恢复名称粤海门客舍，作为学术交流中心 - 2019年：停租所有的校外公寓，在校生搬回校内住宿（学校曾租有桂庙新村的“桂庙”、“华城”，以及较远的“创华”宿舍区，以缓解校内宿舍不足）。 |

##### 食堂
- 东区：荔山餐厅，实验餐厅，荔天餐厅
- 西南区：凯风（新西南）餐厅（四楼为清真餐厅），晚风（小西南）餐厅，听山餐厅（三层为教工餐厅）
- 西北区：听荔餐厅
- 南区：沧海餐厅（一二层为常规食堂，三层为荔园美食荟）
- 成为历史的食堂：玉园餐厅，荔海餐厅，听石餐厅，西北谷餐厅，文山湖餐廳，荔天餐厅（第一代），晨风（老西南）餐厅

校内也存在個別帶商業性質的食肆，如煮意坊餐廳。校外桂廟新村，学生曾多在此聚餐、宵夜，于2023年2月拆除。

##### 体育设施
南区运动广场，足球场，网球场，海边游泳池，小球馆，游泳馆，元平体育馆，田径运动场，高尔夫球场。

##### 交通
- 校内穿梭巴士（荔園小巴、中巴），共享单车[92]

深圳大学的地势高低起伏，学生使用電動自行车和电动摩托出行曾经非常普遍，深大一度被称为“电摩天堂”。由于安全事故屡屡发生，深圳市2007年在特區內全面「禁摩」。2012年，深大校内开始禁摩，并且配合交警收繳违规電動車，在學生中引起爭議。校方也同时引进了校内巴士和共享单车方便学生的出行。
- 公共巴士
  - 站台：深圳大学（北区立德门附近）、深大文科楼（北区立志门附近）、深大北門（北区立功门附近）、深大地铁站（北区立心门附近）、深大沧海宿舍楼（南区致新门附近）、深大沧海校区（北区立言门及南区致远门附近）、桂庙新村及深大西门总站（北区立业门附近）、软件产业基地（南区致恒门附近）。
  - 校外环校巴士：B728路（深大西門環線）環校外順時針单向行駛。
- 地鐵：深圳地铁1号线深大站C出口（北区立心门附近）、A2出口（北区立功门附近），深圳地铁9号线深大南站A1出口（南区致恒门附近）、B出口（南区致和门附近），深圳地铁2号线科苑站D出口（南区致新门附近），深圳地铁9号线粤海门站A出口（南区致新门附近）。

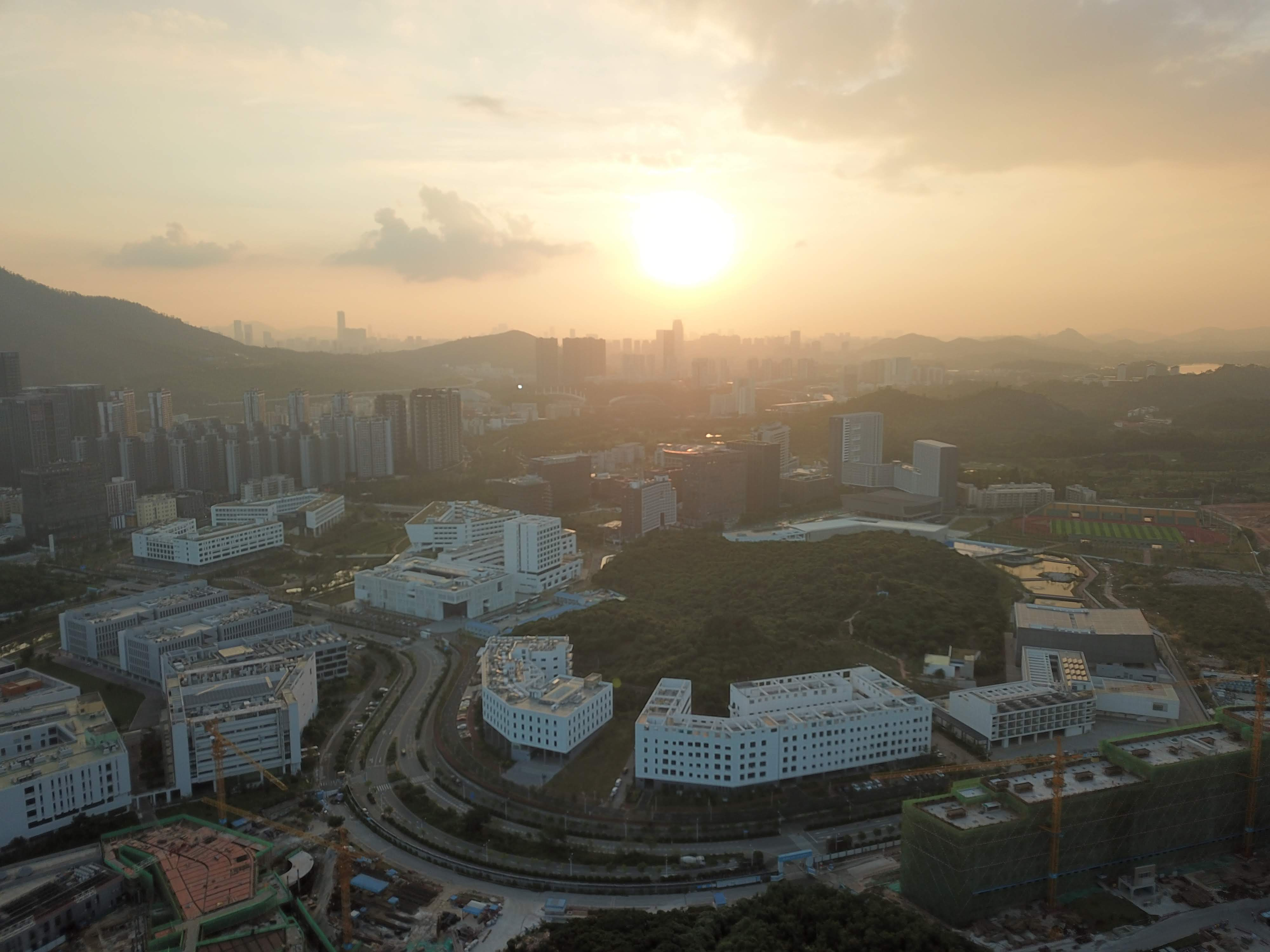
从南方科技大学上空看深圳大学丽湖校区

### 丽湖校区

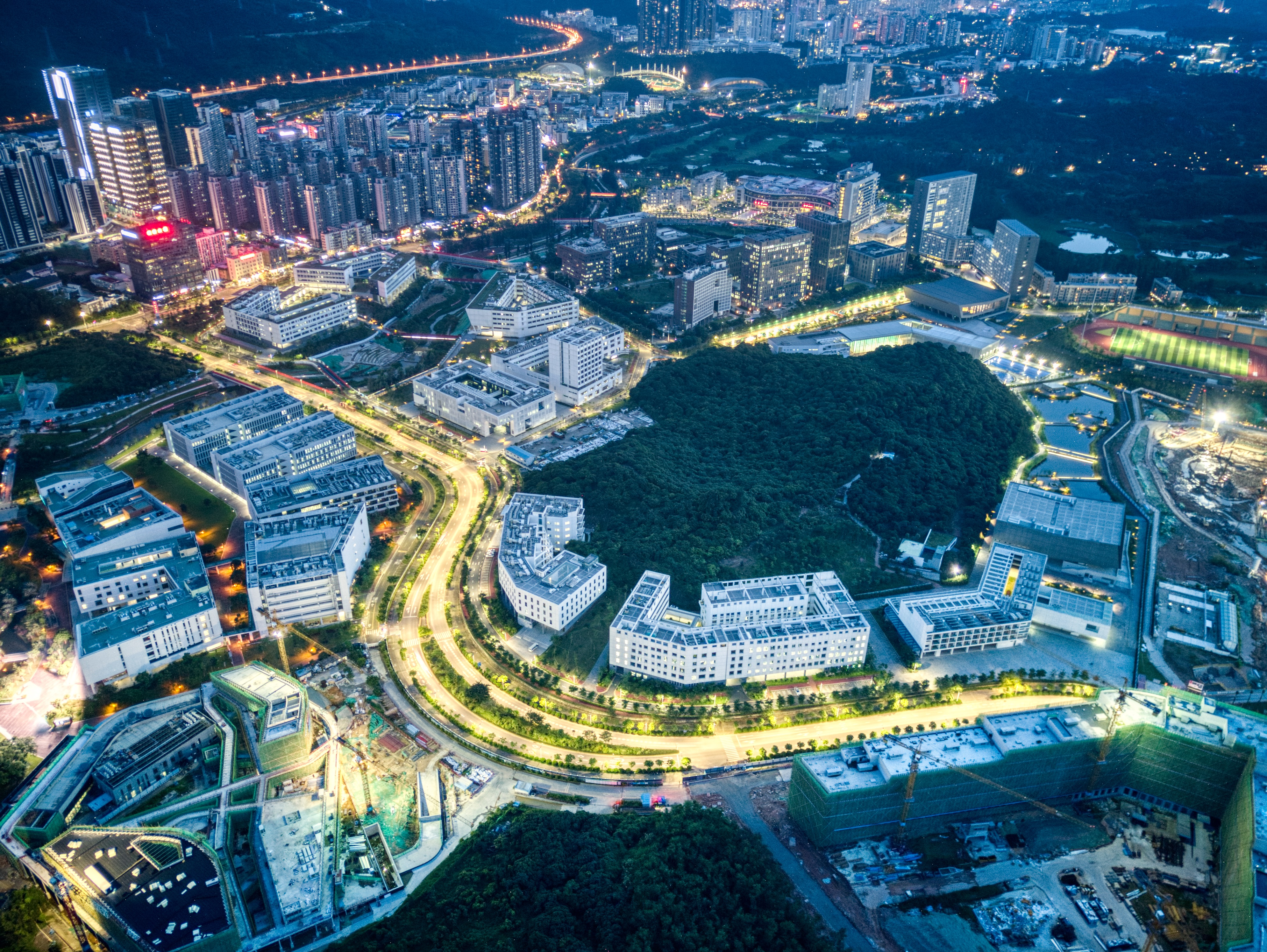
丽湖校区夜景

位于深圳大学城片区。目前有医学部、化学与环境工程学院、生命与海洋科学学院、材料学院、经济学院、管理学院、法学院和政府管理学院等8个学院。

## 校园文化

### 精神及校标
校训：自立、自律、自强
“自立”是原广东高教局副局长黄其江提出；“自律”由深大早期的学生法庭衍生；“自强”是几位清华老教授的建议。
办校理念：脚踏实地，自强不息
校标：主题造型要素是大鹏，寓意大鹏展翅，鹏程万里，同时契合深圳“鹏城”之谓；标志中心的“深圳大学”四字来自小篆字体，凸显大学的文化与厚重感；“深圳大学”四字组合成为正四方形，与外围正八边形呼应，寓意特区大学汇聚“四面八方”贤才。

## 知名校友
根据《深圳大学章程》第一百零五条，深圳大学校友指曾经在深圳大学学习或进修过的受教育者及工作过的教职工。

### 毕业生
深圳大学建校至今，共培养各类毕业生约30万人。深圳大学毕业生多数留在深圳工作，成为建设深圳的中坚力量。其中较为知名的有腾讯主要创始人马化腾、张志东、陈一丹、许晨晔，华为CFO、副董事长孟晚舟，巨人网络董事长史玉柱，红豆集团董事局主席周海江，万事利集团董事长屠红燕，雪松控股集团董事局主席张劲，华强集团董事长兼总裁梁光伟，正中投资集团董事长邓学勤，深圳市海岸集团董事长李奕标等。

### 历史名师
汤一介，乐黛云，李赋宁，童诗白，汪坦，唐统一，高铭暄，牛憨笨，遇平静，梁鸿文等。

## 附属

### 附属医院

深圳大学总医院

自2008年深圳大学医学部成立以来，深圳大学已成立深圳大学第一附属医院（深圳市第二人民医院）、深圳大学总医院、深圳大学附属华南医院等3所直属医院，与宝安区合作共建的直属口腔医院处于工程建设阶段。
此外有附属南山医院（南山区人民医院）、第二附属医院（宝安人民医院（集团））、第三附属医院（罗湖医院）等7所非直属附属医院及创建单位。

### 附属学校
为促进高校师范教育与基础教育融合发展，理顺深圳大学附属学校的管理机制，2018年12月25日，深圳大学附属教育集团成立。
截至2024年5月，附属教育集团共有11所成员学校，包括1所完全中学（深圳大学附属中学）、1所高级中学（深圳大学附属实验中学）、1所九年一贯制学校、2所初级中学、3所小学、3所幼儿园等。

## 外部連結
- 官方网站